# View-Master

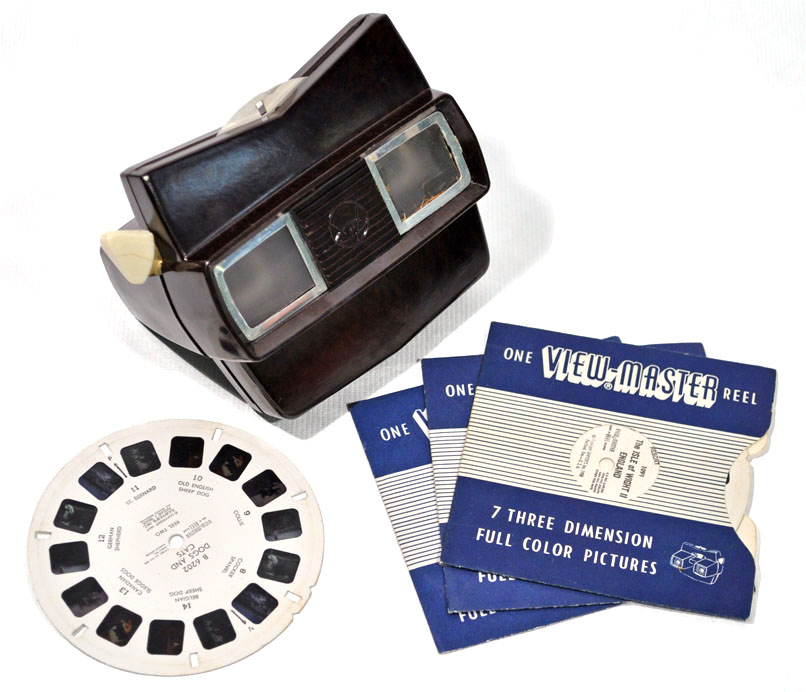
ViewMaster modelo C con discos de imágenes.

View-Master es un dispositivo visualizador de discos con 7 imágenes estereoscópicas. Aunque actualmente es considerado como un juguete para niños, no fue pensado originalmente así.

## Historia
El sistema del View-Master fue inventado por William Gruber, un fabricante de órganos y fotógrafo entusiasta, quien radicaba en Portland, Oregón. Él tuvo la idea de actualizar el antiguo estereoscopio usando la nueva película fotográfica de color disponible en ese entonces, el Kodachrome, que había aparecido en el mercado en 1935. Aunque el View-Master gira 14 imágenes, realmente solo hay 7 imágenes estereoscópicas, 2 imágenes son vistas simultáneamente -una por ojo- simulando así la sensación de profundidad en la percepción binocular.